# Зінов'єв Георгій Терентійович
Георгій Терентійович Зінов'єв (дата народження невідома — пом. після 1702) — російський живописець кріпацького походження, учень Симона Ушакова. Жалований іконописець Збройової палати з 1667 року.

## Творчість

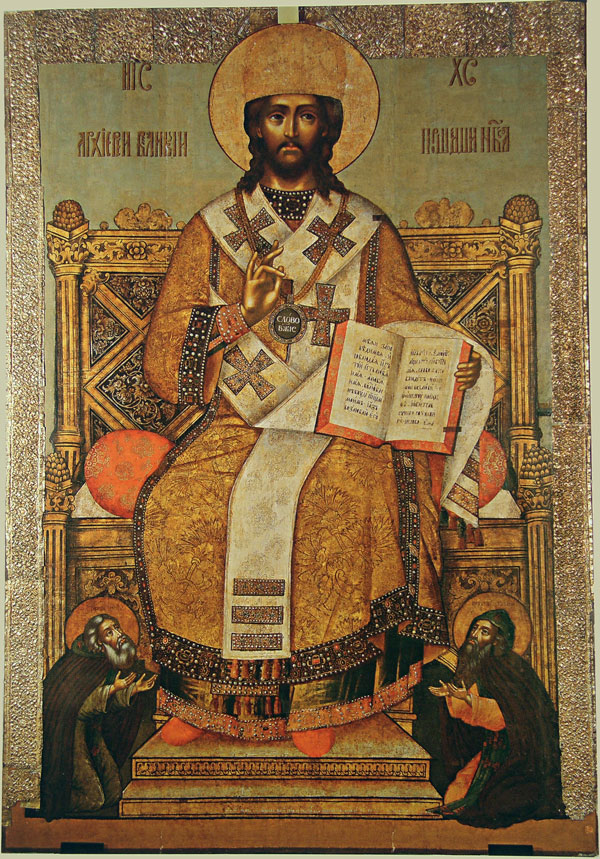
Ікона пензля Георгія Зінов'єва «Христос Великий архієрей, з преподобними Сергієм Радонезьким і Євфимієм Суздальським».

У 1668 році писав ікони до церкви святого Григорія Неокессарійського в Москві; в липні 1670 року написав ікону великомучениці Тетяни, для дочки царя Олексія Михайловича.
В 1682 році був відряджений до Батурина писати ікони для церков, виконував замовлення гетьмана Івана Самойловича.
В січні 1687 року писав ікони для Діонісія, Константинопольського патріарха. В 1700 році переписав образ Господа Вседержителя в Успенському соборі в Москві.
Крім того його пензлюналежить ікона Богоматері Милосердної в іконостасі церкви Іоанна Предтечі у Староконюшенному провулку в Москві і образ Деісуса, подарований Іваном Самойловичем Києво-Печерській лаврі (нині у Національному художньому музеї України в Києві).